# Ларс Крістенсен
Ларс Крі́стенсен (англ. Lars Christensen; нар. 6 квітня 1884, Саннефіорд —10 грудня 1964, Нью-Йорк) — норвезький судновласник і китобійний магнат. Він також був меценатом, який захопився дослідженням Антарктиди.

## Життєпис
Ларс Крістенсен народився в Сандарі, Вестфолл, Норвегія, у заможній сім'ї. Успадкував свій китобійний флот від свого батька Крістен Крістенсен. Закінчивши середню школу в 1899 р. пройшов навчання в Німеччині та в Ньюкаслі, а потім у торговому коледжі в Крістіанії (нині Осло). Розпочав свою кар'єру як судновласник у 1906 р. У китобійному промислі з 1909 року, керував кількома компаніями, серед яких Framnæs Mekaniske Værksted, AS Thor Dahl, AS Odd, AS Ørnen, AS Thorsholm і Bryde og Dahls Hvalfangstselskap.
Крістенсен був консулом Данії в Саннефіорді з 1909 р. У 1910 р. одружився з Інгрід Даль (1891—1976), дочкою гуртового торговця та судновласника Тора Даля (1862—1920). Пізніше взяв на себе контроль над великою частиною великого бізнесу свого батька та тестя після їх смерті в 1920-х роках.
Endurance — корабель, який прославився після невдалої Імперської трансантарктичної експедиції 1914 року сера Ернеста Шеклтона, спочатку був побудований для Крістенсена, який мав намір використовувати його для туристичних круїзів Арктикою для полювання на білих ведмедів. Коли справа не склалася він продав судно Шеклтону.
Крістенсен глибоко цікавився Антарктидою та її тваринним світом. Він був особливо зацікавлений у географічних дослідженнях і давав своїм капітанам широкі повноваження щодо цього. Фінансував кілька експедицій, спеціально присвячених дослідженню Антарктичного континенту та його вод, і сам брав участь у деяких з них, навіть брав із собою дружину Інгрід в експедиції 1936—1937 років. Був одним з перших, хто застосував аерофотозйомку з гідропланами, щоб скласти карту узбережжя Східної Антарктиди, яку завершив від моря Ведделла до шельфового льодовика Шеклтона, зосередившись на Буве та регіоні від Ендербі Ленд до Котс Ленд. З гідроплана, привезеного з експедиції 1936—1937 років, учасники зробили 2200 косих аерофотознімків, що охоплювали 6,250 квадратних миль (16 200 км²). Місіс Крістенсен стала першою жінкою, яка перелетіла цей континент.

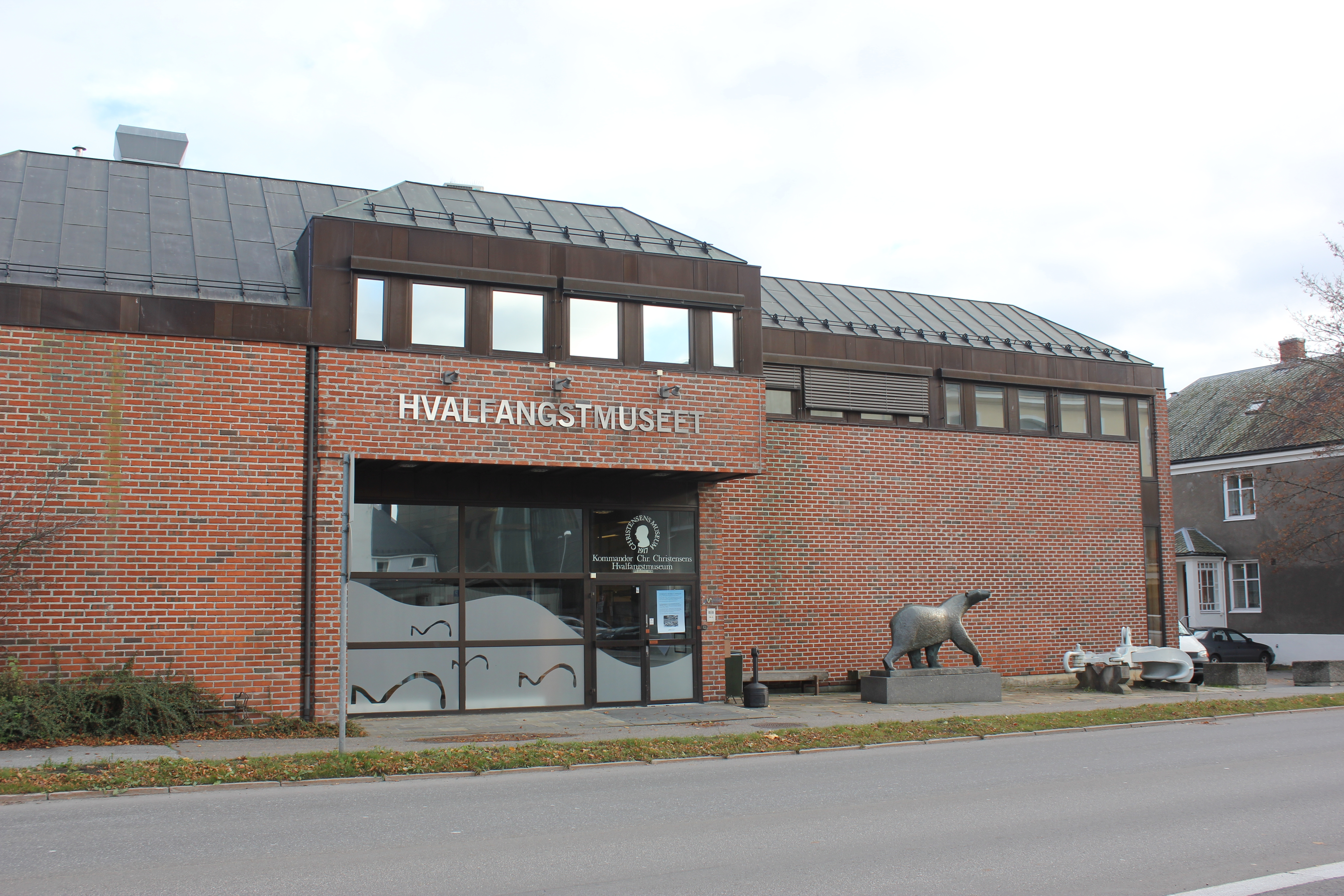
Музей китобійного мистецтва в м. Саннефіорд
(Hvalfangstmuseet i Sandefjord))

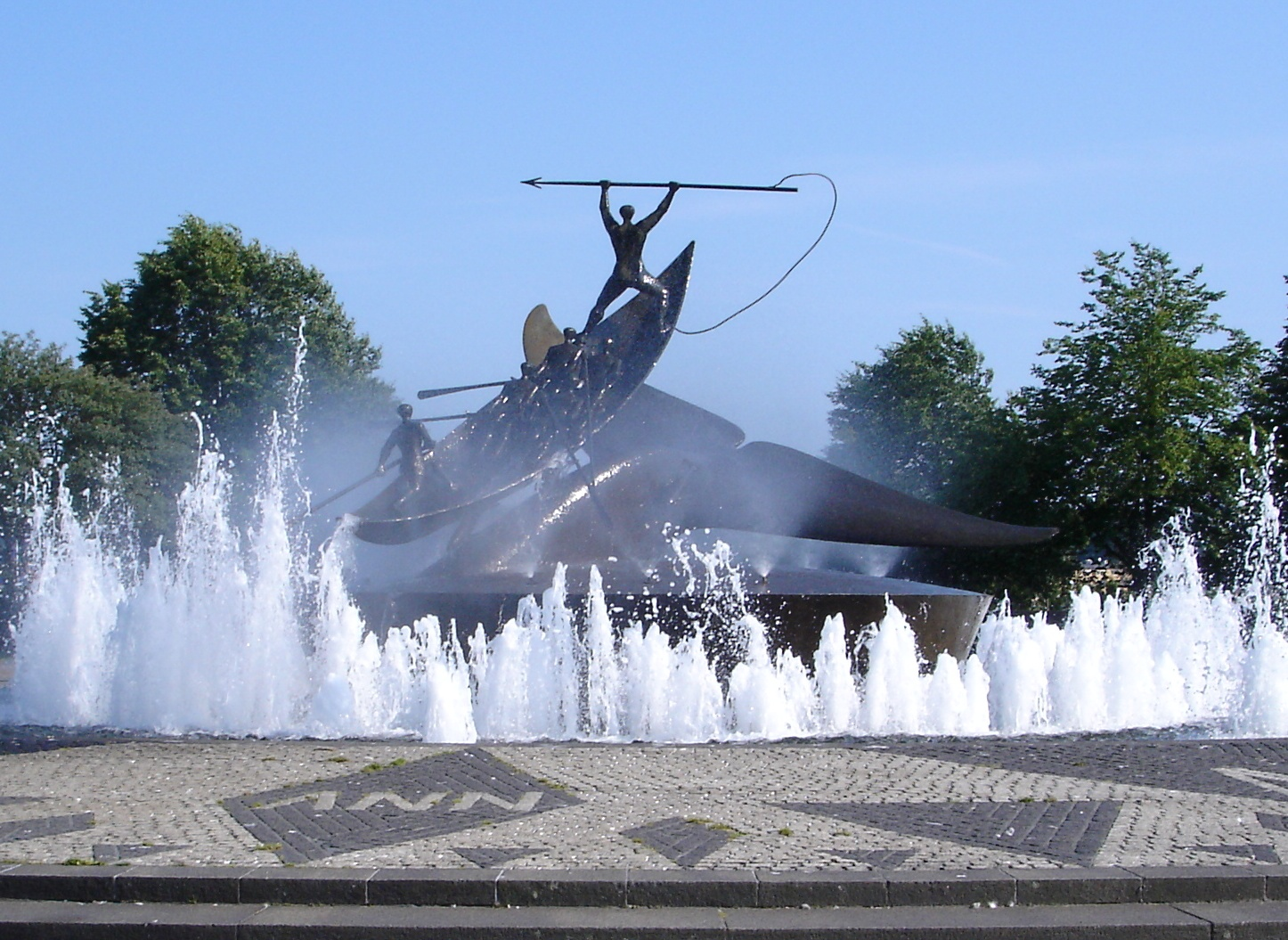
Пам'ятник китобійному промислу (Hvalfangstmonumentet)

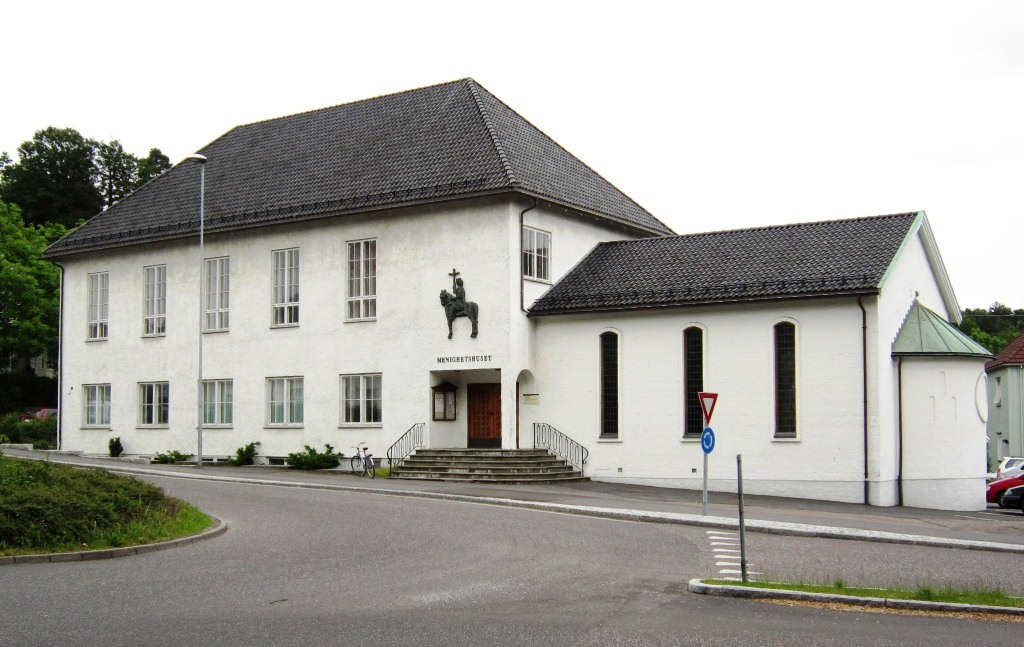
Олавська каплиця в м. Саннефіорд
(Olavskapellet) in Sandefjord

1 грудня 1927 року Крістенсен, як керівник однієї з своїх профінансованих експедицій, приземлився і оголосив про претензії на острів Буве для Норвегії; Раніше права на острів вимагала Велика Британія, але британці незабаром відмовилися від своїх претензій і визнали острів норвезьким.
Під час фінансування експедицій між 1927 та 1937 роками люди Крістенсена виявили та обстежили істотну ділянку на узбережжі Землі Королеви Мод та Землі Мак-Робертсон. Місця в Антарктиді названі на честь Крістенсена включають Пік Ларса Крістенсена, Берег Ларса Крістенсена, а також землю Ларса Крістенсена, також відому як Земля Мак-Робертсона, де діяла (зараз закрита) російська станція Союз. Крім того, Берег Інгрід Крістенсен було названо на честь дружини Крістенсена, однієї з перших жінок, які відвідали Антарктиду.
Під час Другої світової війни Крістенсен був радником з питань фінансів у Посольстві Королівства Норвегії у Вашингтоні, округ Колумбія, та членом Ради Nortraship. Після війни група Тора Даля під керівництвом Крістенсена повернула собі позицію одного з лідерів у галузі. Бізнес також набув все більшої кількості інших судноплавних компаній, як танкерів, так і лінійних перевезень.

## Благодійність
Разом з Отто Свердрупом і Оскаром Вістінг Крістенсен ініціював експедицію для відновлення іншого відомого корабля — Fram. У 1935 р. в музеї, де він зараз стоїть, було встановлено Фрам; музей Фрама в Осло.
Музей китобійного промислу (Саннефіорд) (Hvalfangstmuseet i Sandefjord) був подарований Саннефіорду в 1917 р. Це була одна з перших спеціалізованих музейних будівель у Норвегії. У своїх подорожах Крістенсен зібрав чималий обсяг літератури, зокрема багато на тему китобійного промислу; його інтереси включали дослідження, а також просто підтримку галузі. Цей матеріал був подарований бібліотеці музею Саннефіорда у 1920-х та 1930-х роках. Крістенсен також надав кошти на подальше розширення бібліотеки музею китобійного спорядження, яку контролював брокер-судноплавець, автор та консультант Б'ярн Агаард (1873—1956), чия велика колекція книг також стала основним доповненням до бібліотеки.
Пам'ятник китобійцям (Hvalfangstmonumentet) вперше було відкрито в 1960 році. Поворотна бронзова меморіальна статуя розташована біля гавані в кінці Jernbanealleen в Саннефіорді. Пам'ятник створив норвезький скульптор Кнут Стін. Витрати, пов'язані з дизайном та будівництвом скульптури пожертвував Ларс Крістенсен.
У 1962 році Крістенсен фінансував кошти на будівництво Олавської каплиці (Olavskapellet) в Саннефіорді. Поза будівлею є рельєф Святого Олафа скульптора Рагнхільда Бутеншона. Рама навколо вхідних дверей відображає біблійні мотиви, розроблені Фінном Генріком Бодвіном. Зображення вівтаря намалював Уго Люс Мохр.

## Нагороди та премії
Командор ордена Вази.
1917 р. — командор ордена Данеброг.
1931 р. кавалер ордена Святого Олафа, а в 1944 р. отримав Командирський хрест із Зіркою Ордена Святого Олава. Крістенсен був удостоєний почесного доктора в коледжі Сент-Олафа.
Крістенсен був стипендіатом Королівського норвезького товариства наук і листів і отримав медаль «Гуннер» та почесний співробітник Норвезької академії наук і листів. Він був почесним членом Норвезького географічного товариства та Королівського норвезького наукового товариства в Тронхеймі та був удостоєний Столітньої медалі Американського географічного товариства Девіда Лівінгстона в 1935 році.